# Баркаса
Баркаса (из итал. barcaccia, тј. велики чамац) је назив за велики чамац. Првобитно се баркасом звао највећи чамац на ратном броду. Баркасе се могу поделити на велике, средње и мале, док се по намени могу поделити на школске, хидрографске, ронилачке и слично, на весла или на моторни погон.
У доба једрењака баркаса се обично налазила заједно са пинасом, највећим чамцом после баркасе, на палуби брода између предњег и главног једра. Баркаса је служила да се на брод донесе на пример вода или други терет. На фрегати или корвети једна баркаса је имала обичну дужину од неких 12 метара, 14 до 16 весла и по два мања једра. Савремене баркасе су по правилу моторне бродице без једра. Крајем 19. века назив се почео користити и за цивилне бродице.  